# Ievgueni Lalenkov
Ievgueni Alexeïevitch Lalenkov, (en russe : Евгений Алексеевич Лаленков) né le 16 février 1981 à Angarsk, est un patineur de vitesse russe. Il est médaillé d'argent au 1 000 m lors des Championnats du monde simple distance 2008. Il a participé à trois éditions des Jeux olympiques d'hiver entre 2002 et 2010.

## Palmarès

### Championnats du monde simple distance
- -  Médaille d'argent sur le 1000 m à Nagano en 2008
  -  Médaille de bronze de la poursuite par équipes à Salt Lake City en 2007
  -  Médaille de bronze de la poursuite par équipes à Heerenveen en 2012

### Coupe du monde
- Vainqueur du classement du 1 500 m en 2003
- 4 victoires individuelles